# Sergio de Lis
Sergio Andres de Lis (* 9. Mai 1986 in San Sebastian, Donostia) ist ein spanischer Radrennfahrer.
Sergio Andres de Lis begann seine Karriere ursprünglich als Bahnradfahrer.
In der Saison 2008 wechselte er dann auf die Straße zum spanischen Continental Team Orbea - Oreka SDA. Er galt als solider Berg- und Einzelzeitfahrer. Profisiege konnte er keine erringen, sein bestes Resultat war ein zweiter Platz auf der zweiten Etappe beim Circuito Montañés 2008.
2009 und 2010 fuhr er für das baskische Radsportteam Euskaltel-Euskadi, ehe er im August 2010 seinen Rücktritt vom aktiven Radsport erklärte.